# Mottaiola de' Padri
Mottaiola è una frazione del comune cremonese di Cappella de' Picenardi posta a sud del centro abitato.

## Storia
La località era un piccolo villaggio agricolo di antica origine del Contado di Cremona con 115 abitanti a metà Settecento.
In età napoleonica, dal 1805 al 1816, Mottaiola de' Padri fu frazione di Vighizzolo prima e Pieve San Giacomo poi, ma recuperò l'autonomia con la costituzione del Regno Lombardo-Veneto.
I governanti tedeschi tornarono però sui loro passi già nel 1817, e annessero il comune di Mottajola de' Padri a Vighizzolo, decenni dopo a sua volta confluito in Cappella de' Picenardi.